# Walnut (Illinois)
Walnut – wieś w Stanach Zjednoczonych, w stanie Illinois, w hrabstwie Bureau.